# George Masso

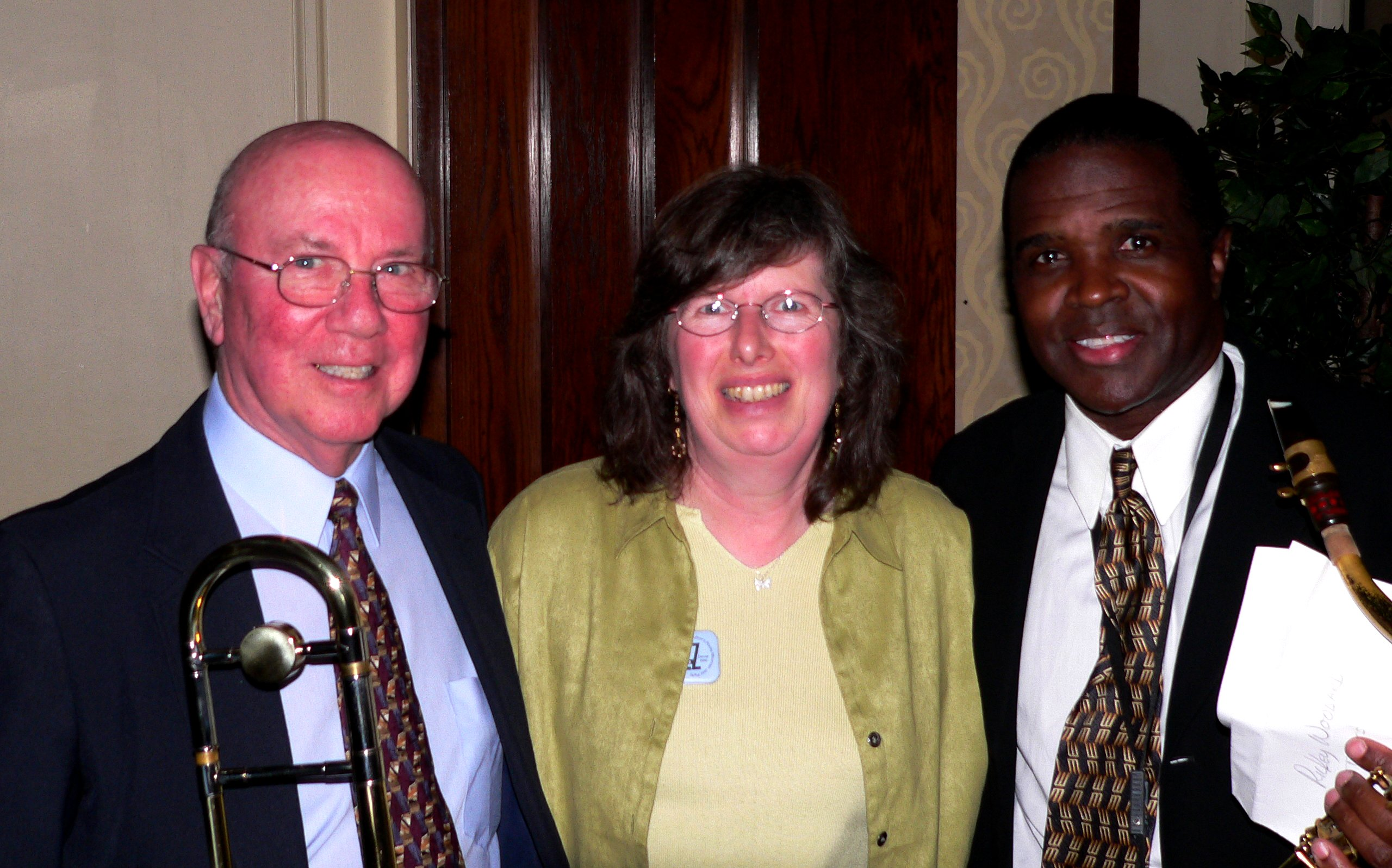
George Masso (links) mit Ricky Woodard

George Masso (* 17. November 1926 in Cranston (Rhode Island); † 22. Oktober 2019) war ein US-amerikanischer Jazzmusiker (Posaune, Piano), der vor allem im Swing und im Dixieland bekannt war.

## Leben und Wirken
Masso stammt aus einer musikalischen Familie; die Mutter war Konzertpianistin, der Vater leitete als Posaunist ein Tanzorchester. Er spielte zunächst im Orchester von Jimmy Palmer, während seines Militärdienstes 1944 bis 1945 in einer Army-Band in Deutschland. Dann war er zwischen 1948 und 1950 bei Jimmy Dorsey und im Latin Quarter Orchestra tätig, wendete sich aber der Tätigkeit als Musikpädagoge zu; bis 1966 lehrte er an einer Schule in Rhode Island, dann an der University of Connecticut. Erst 1974 trat er wieder öffentlich auf, zunächst im Sextett von Benny Goodman und mit Bobby Hackett (1975) und mit The World’s Greatest Jazz Band. Er leitete eine eigene Band, arbeitete aber auch mit Buck Clayton, Charlie Ventura, Woody Herman sowie mit Scott Hamilton/Warren Vaché. Weiterhin nahm er auch mit Peggy Lee, George Shearing, Barbara Lea, Bob Haggart und Yank Lawson auf, sowie mit Ken Peplowski, dem Glenn Miller Orchestra und mit Spike Robinson. Seine häufigen Labelpartner waren Arbors, Sackville, Audiophile und Nagel-Heyer Records. Er trat auch regelmäßig bei klassischen Jazzfestivals und -partys auf.
Masso war auch als klassischer Komponist und Arrangeur aktiv und veröffentlichte zahlreiche Orchesterwerke. Einige von ihnen waren dem Bereich des Third Stream zuzuordnen.

## Diskographische Hinweise
- Just For a Thrill (Sackville 1990), mit Dave McKenna, Bucky Pizzarelli, Linc Milliman, Joe Cocuzzo
- Let's Be Buddies (Arbors Records 1994), mit Dan Barrett co, tb & voc, Ben Aronov p, Frank Vignola g, Michael Moore b, Joe Ascione
- Trombone Artistry (Nagel-Heyer Records 1994), mit Ken Peplowski, Brian Dee, Len Skeat, Jake Hanna
- That Old Gang of Mine (Arbors Records, 1996), Lou Colombo, Dick Johnson, Dave McKenna, Marshall Wood, Artie Cabral
- At Long Last Love (Arbors Records, 1999)
- The Wonderful World of George Gershwin (Nagel-Heyer Records, 1992)
- No Frills Just Music (Famous Door)
- C'est Manifique! (Nagel-Heyer Records, 1999)
- The Trombone Summit (Royal Garden Jazz Club – Graz 2001) mit Ed Neumeister, Rudolf Josel, Harald Neuwirth, Klaus Melem, Manfred Josel

## Lexigraphische Einträge
- Richard Cook: Jazz Encyclopedia London 2007; ISBN 978-0-141-02646-6
- Leonard Feather, Ira Gitler: The Biographical Encyclopedia of Jazz. Oxford University Press, New York 1999, ISBN 0-19-532000-X.